# Everest (empresa)
A Everest Refrigeração é uma empresa brasileira pioneira na fabricação de bebedouros, freezers, purificadores e máquinas de gelo.

## Histórico
Fundada em 1966 no Rio de Janeiro, foi uma das fabricantes pioneiras na fabricação de bebedouros elétricos no Brasil.
Com o passar dos anos e com o fortalecimento da empresa, iniciaram-se as diversificações das linhas de produtos produzindo, por vários anos, diversos modelos de congeladores horizontais (freezers).
A partir de 1984, iniciaram-se as fabricações de máquinas de gelo. Aos poucos se tornando a maior empresa fabricante de toda a América Latina, atualmente, detém a liderança no mercado B2B.
Seguindo a criação de produtos para o mercado, em 1997, utilizando dos recursos empregados em suas máquinas de gelo, foram iniciados os primeiros passos para a criação dos purificadores de água Soft, hoje líder no segmento.